# Val-de-Lambronne
Val-de-Lambronne è un comune francese del dipartimento dell'Aude della regione dell'Occitania.
È stato creato il 1º gennaio 2016 dalla fusione dei preesistenti comuni di Caudeval e Gueytes-et-Labastide.
Il capoluogo è la località di Caudeval.